# فابريس فيوريزي
فابريس فيوريزي (بالفرنسية: Fabrice Fiorèse)‏ (26 يوليو 1975 في تشامبيري) لاعب كرة قدم فرنسي يلعب حاليا لصالح نادي الدرجة الثانية تروا الفرنسي في مركز الوسط المهاجم وأيضا يجيد اللعب في مركز المهاجم .

## المسيرة الرياضية
بدأ فيوريزي مسيرته الرياضية في نادي ليون سنة 1996 وفي السنة التالية انتقل إلى نادي غينغان حيث استطاع تسجيل 37 هدف في 111 مباراة . في ديسمبر 2001 انضم إلى نادي باريس سان جيرمان . على الرغم من تدليل الإدارة له إلا أنه كان أكثر اللاعبين تعرضا للكره من مشجعي النادي مما أجبر مسئوليه على التخلي عنه لصالح نادي مرسيليا في أغسطس 2004 . فشل فيوريزي في التأقلم في ناديه الجديد وبالتالي وافق نادي مرسيليا على إعارته إلى نادي الريان القطري طوال موسم 2005-2006 وفي الموسم التالي معارا إلى نادي لوريان . في أول مباراة رسمية سجل هدفين في مرمى ناديه السابق باريس سان جيرمان وقاد نادي لوريان للفوز بنتيجة 3-2 على ملعب حديقة الأمراء ولكنه لم يشارك كثيرا في بقية مباريات الموسم وعاد إلى نادي مرسيليا . بسبب فشل فيوريزي في اكتساب اللياقة البدنية والحظي بثقة المدربين ألبرت إمون وإريك غيريتس فإنه قرر فسخ العقد الذي يربطه بنادي مرسيليا بالتراضي في 31 ديسمبر 2007 . بعد 3 أيام انضم إلى نادي أميين حيث وقع على عقد يمتد لموسم ونصف . غادر النادي في 19 مايو 2008 بعد نهاية مباراة نادي أميين ونادي غويونيون بالتعادل الإيجابي 4-4 متهما إدارة النادي بطموحها الصغير بالبقاء في الدرجة الثانية . في 12 يونيو 2008 وافق فيوريزي على الانضمام إلى صفوف نادي تروا في عقد يمتد لموسمين مجتمعا مجددا بالمدرب لودوفيك باتيلي بعدما كانا معا في نادي أميين .

## روابط خارجية
- فابريس فيوريزي على موقع رابطة كرة القدم الفرنسية للمحترفين (الإنجليزية)
- فابريس فيوريزي على موقع قاعدة بيانات كرة القدم.إي يو (الإنجليزية)
- فابريس فيوريزي على موقع ليكيب (الفرنسية)